# كونور مكاليني
كونور مايكل مكاليني (بالإنجليزية: Kieran O'Neill Dowell)‏ (مواليد 12 أغسطس 1992) لاعب كرة قدم إنجليزي ، يلعب حاليًا لنادي إيفرتون في مراكز المهاجم الصريح والجناحين.

## روابط خارجية
- كونور مكاليني على موقع الاتحاد الأوربي (الإنجليزية)
- كونور مكاليني على موقع قاعدة بيانات كرة القدم.إي يو (الإنجليزية)
- كونور مكاليني على موقع Soccerbase.com (لاعب) (الإنجليزية)
- كونور مكاليني على موقع Soccerway.com (الإنجليزية)
- كونور مكاليني على موقع عالم كرة القدم.نت (الإنجليزية)
- كونور مكاليني على موقع AS.com (الإسبانية)